# Neuil
Neuil – miejscowość i gmina we Francji, w Regionie Centralnym, w departamencie Indre i Loara.
Według danych na rok 1990 gminę zamieszkiwało 358 osób, a gęstość zaludnienia wynosiła 19 osób/km² (wśród 1842 gmin Regionu Centralnego Neuil plasuje się na 791. miejscu pod względem liczby ludności, natomiast pod względem powierzchni na miejscu 700.).